# THX 1138
THX 1138 é o primeiro filme escrito e dirigido por George Lucas. O filme, de 1971, conta a história de dois cidadãos de uma sociedade distópica, localizada no subterrâneo em um local e época indefinidos. A sociedade criada por Lucas apresenta uma visão pessimista de um futuro em que os habitantes são vigiados por androides, obrigados a consumir drogas e onde toda a forma de emoção foi proibida.
Baseado no curta metragem Electronic Labyrinth: THX 1138 4EB, realizado por Lucas em 1967, quando ele cursava cinema na University of Southern California, o filme foi uma parceria entre o estúdio Warner Bros. e a American Zoetrope, empresa de Francis Ford Coppola. Mal recebido pelo estúdio, THX 1138 foi lançado em pequeno circuito e não obteve sucesso de bilheteira. Devido à abordagem densa e à temática, é considerado até hoje como um filme difícil, que só obteve sucesso e passou a ser considerado cult após a consagração de Lucas com a série Star Wars.

## Elenco
- Robert Duvall como THX 1138
- Donald Pleasence como SEN 5241

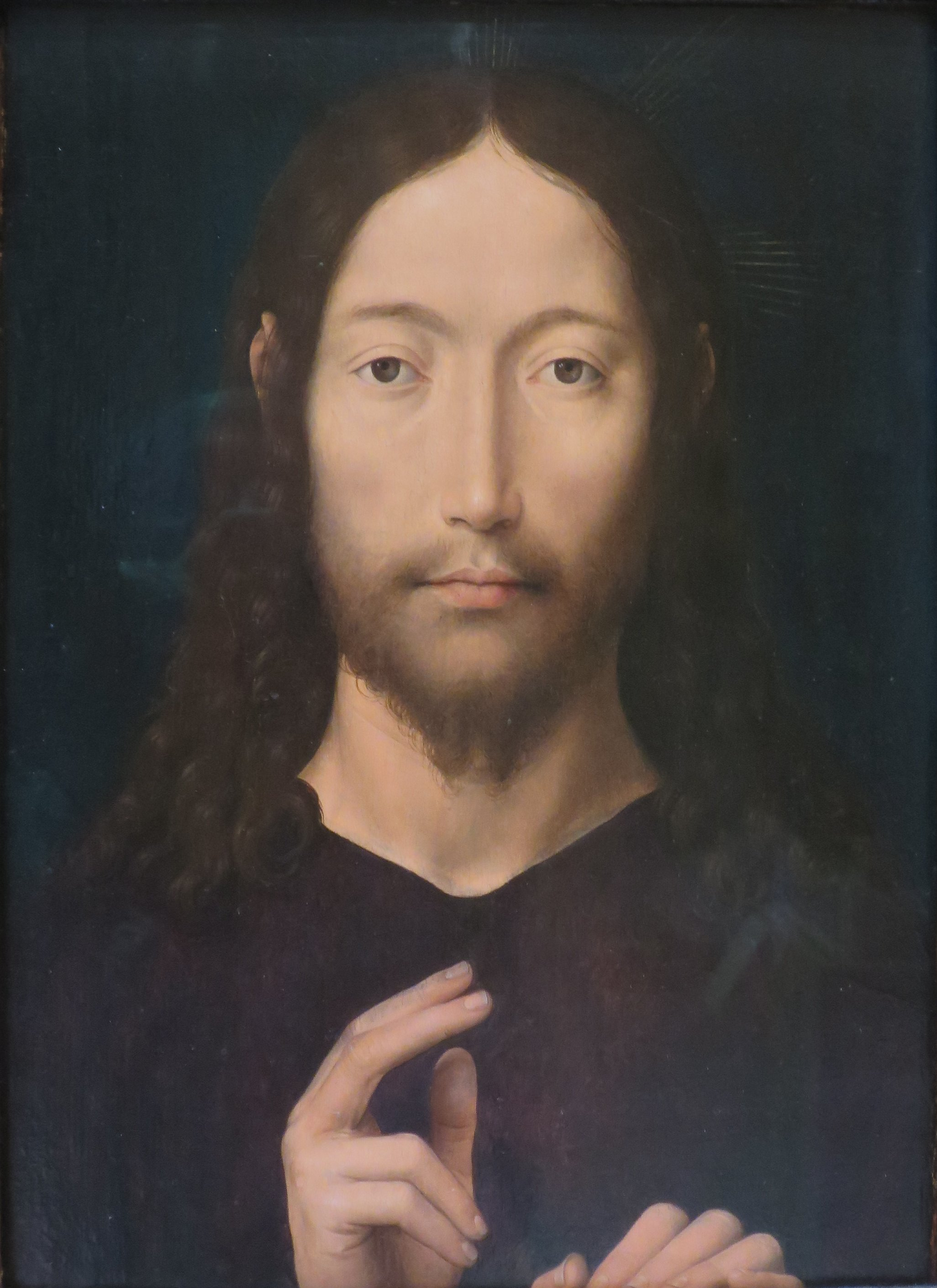
A pintura Cristo abençoando de Hans Memling (1478) é usada como representação visual da divindade da religião estatal OMM 0910

- Don Pedro Colley como holograma SRT
- Maggie McOmie como LUH 3417
- Ian Wolfe como prisioneiro ancião PTO
- Marshall Efron como prisioneiro TWA
- Sid Haig como prisioneiro NCH
- John Pearce como prisioneiro DWY
- James Wheaton como voz de OMM 0910

## Enredo
A sociedade distópica apresentada no filme guarda grandes semelhanças com diversas outras obras do gênero, como 1984 de George Orwell, Admirável mundo novo de Aldous Huxley e Metrópolis de Fritz Lang. Os habitantes dessa sociedade futura habitam um mundo subterrâneo, conduzem carros supervelozes, cultivam o consumo e frequentam shopping centers, onde compram artigos sem utilidade e de duração efémera. Toda a afetividade foi banida, e o consumo de entorpecentes é obrigatório. As máquinas e computadores são omnipresentes, e androides sem rosto zelam pela segurança e pelo cumprimento das leis. Nesse mundo, as pessoas habitam com parceiros compatíveis, escolhidos por computadores. O amor e o contacto físico são proibidos, e todos os cidadãos são obrigados a realizar tarefas rotineiras, como ver televisão e fazer sexo virtual com hologramas.
THX 1138 (Robert Duvall) é mais um desses cidadãos sem nome, carecas e sempre vestidos de branco, nessa sociedade branca. Técnico de uma usina nuclear, ele vive a rotina normal de todos os habitantes - a qual inclui a confissão com uma entidade religiosa cibernética, sancionada pelo Estado, chamada OMM 0910, além do consumo rotineiro de drogas. Quando sua companheira LUH 3417 (Maggie McOmie) para de tomar suas drogas, substitui também as de THX por placebo. Assim, os sentimentos de THX são despertados, e ele se apaixona por LUH. Em seu novo estado de percepção, o casal decide fugir do subterrâneo, e isso acaba levando-os à prisão por "crimes sexuais" e "evasão de drogas". Embora a maioria dos prisioneiros não deseje fugir, THX acaba convencendo SEN 5241 (Donald Pleasence) (um técnico de informática, a quem o próprio THX havia denunciado anteriormente) e SRT, um holograma, a tentar uma fuga.
Após descobrir que LUH está morta, THX foge e, após uma longa perseguição - afinal encerrada, porque o orçamento de seu processo foi excedido -, ele acaba alcançando a superfície, onde seu destino é incerto.

## Produção
THX 1138 foi a primeira produção da então recém criada empresa American Zoetrope. A empresa ambicionava produzir filmes em moldes alternativos ao modelo que vigorava em Hollywood. Por isso, o produtor Francis Ford Coppola deu a Lucas total liberdade criativa. A montagem foi realizada pelo próprio diretor. A produção de som foi feita por Walter Murch, que também assinou o roteiro, junto com Lucas. A trilha sonora foi composta por Lalo Schifrin. Os efeitos sonoros do filme são considerados um marco na história do cinema, e o sistema THX, desenvolvido anos depois pela Lucasfilm para a série Star Wars, deve seu nome a THX 1138.
Produzido com baixo orçamento (estimado em 777 mil dólares) e atores pouco conhecidos na época, THX 1138 utilizou locações e iluminação natural em muitas cenas. Todos os atores tiveram que raspar completamente a cabeça. As cenas de perseguição automobilística foram realizadas em túneis de metrô que ainda estavam em construção.

## A versão do diretor
A Warner não recebeu bem o filme e pretendia remontá-lo completamente para lançá-lo nos cinemas. Lucas e Coppola não aceitaram os cortes. Após muitas discussões, o estúdio cortou cinco minutos do filme e o distribuiu com pouca promoção. Isso contribuiu para o fracasso de bilheteria de THX 1138. A comunicação boca a boca, que muitas vezes pode transformar um azarão em grande sucesso, também não ajudou muito, pois o filme não caiu nas graças do grande público norte-americano. Ainda hoje a película é mais comentada do que assistida.
Em 2004, George Lucas remontou o filme em seu formato original, acrescentou cenas excluídas, remasterizou-o digitalmente em formato Widescreen e lançou a versão do diretor em DVD duplo. Além do filme, o DVD inclui comentários do diretor e do produtor de som, Walter Murch, trailers e documentários, além do curta original Labirinto Eletrônico: THX 1138 4EB. A crítica e os fãs de Lucas reagiram positivamente a este lançamento.

## Lançamento

### Portugal
Em Portugal, o filme não estreou comercialmente em salas de cinema, e teve a sua estreia através da RTP1 no dia 14 de julho de 1984. A sua primeira exibição em sala foi num ciclo de cinema dedicado à ficção científica, 1984: O Futuro é já Hoje?, no dia 6 de janeiro de 1985, na Fundação Calouste Gulbenkian.
O filme recebeu as seguintes edições em home vídeo:
- Editado em VHS pela Kodak Portuguesa em 1989.[9][10]
- Editado em DVD pela Warner Home Video Portugal em 2004.[3][11]